# Kufiya

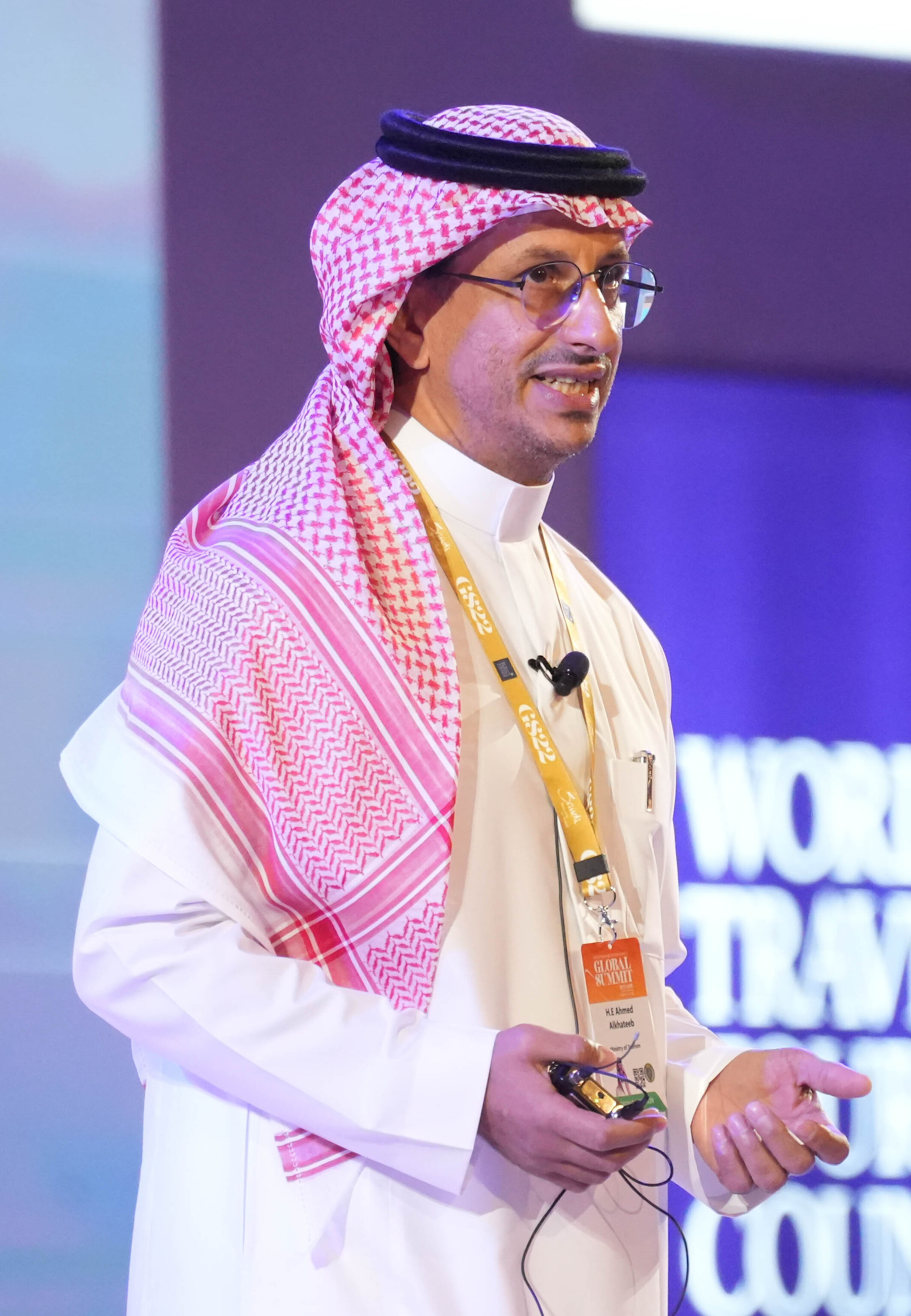
Mann mit traditioneller Kufiya und schwarzem Aqal, beim Global Summit in Saudi-Arabien, 2022.

Eine Kufiya (arabisch كوفية, DMG Kūfīya; Plural Kūfiyāt (كوفيات), andere Schreibweisen: deutsch Kefija oder Kefiya, englisch Kaffiyeh oder Keffiyeh; andere arabische Namen: Ghutra, Hatta, Ghabani, Mashadah, Shemagh) ist ein vor allem von Männern meist als Kopftuch, seltener als Halstuch, getragenes, rechteckiges Tuch, das im Nahen Osten und Nordafrika verbreitet ist.
Die nationalistische Konnotation der Kufiyya geht auf den Tarbusch der Jungtürken-Bewegung zurück. Arabische Nationalisten machten die Kufiya ab 1916 zum Symbol ihres Kampfes für einen von den Osmanen unabhängigen großarabischen Staat im Nahen Osten, ab 1938 zum Symbol des Arabischen Aufstands gegen Großbritannien und den Jischuw im Mandatsgebiet Palästina sowie zum Mittel, kompromissbereite arabische Gegner auszuschalten. 
In den 1960er Jahren wurde die vom PLO-Führer Jassir Arafat getragene schwarzweiße Kufiya zum Symbol der palästinensischen Nationalbewegung in ihrem – auch mit gewaltsamen, terroristischen Mitteln – geführten Kampf gegen den Staat Israel. Seitdem ist die Kufiya im deutschsprachigen Raum als „Palästinensertuch“, „Pali-Tuch“, „Pali-Schal“ oder „Arafat-Schal“ bekannt, entgegen ihrer über die Palästinensergebiete hinausgehende Verbreitung und Entwicklungsgeschichte im Nahen Osten.
Die Kufiya ist heute global verbreitet, sowohl als modisches Accessoire als auch als politisches Statement.

## Etymologie
Laut Reinhart Dozy ist das arabische Wort ein Lehnwort aus ital. cuffia (span. cofia, port. coifa, franz. coiffe, engl. coif) oder scuffia (span. escofia, franz. escoffion), "Bundhaube". Volksetymologisch gilt es als nach seinem angeblichen Herkunftsort Kufa im Irak benannt.

## Material, Formen und Verwendung

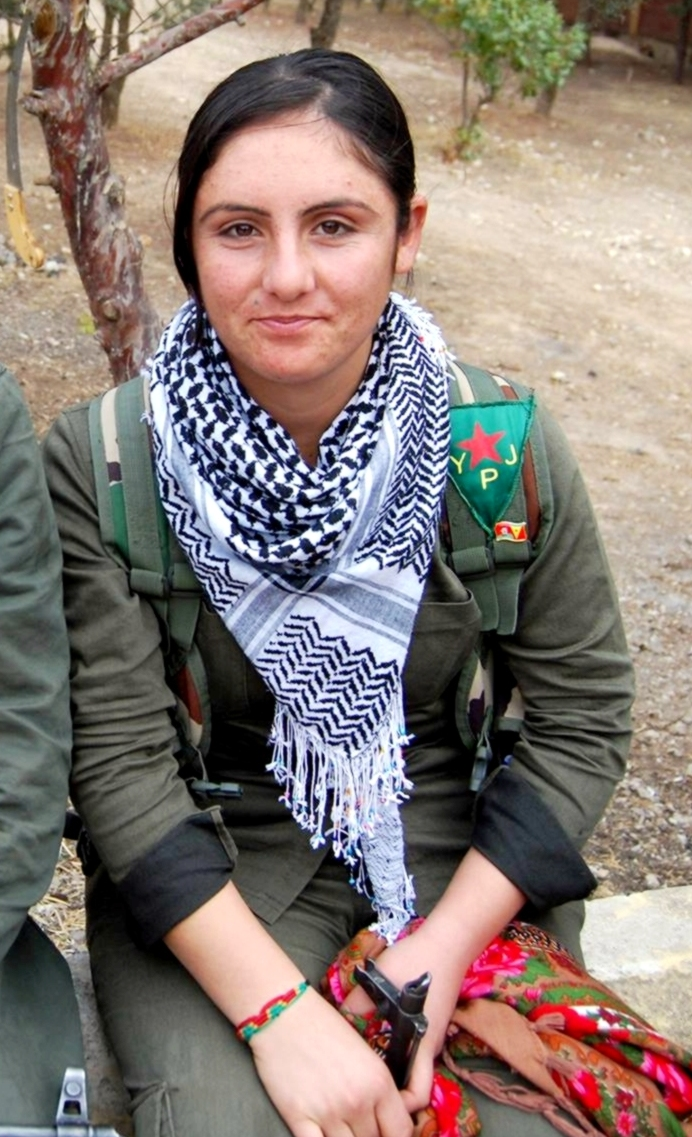
Kämpferin der syrisch-kurdischen Frauenverteidigungseinheiten (YPJ) mit Kufiya als Halstuch.

Das Tuch ist quadratisch mit einer durchschnittlichen Seitenlänge von etwa vier Fuß (~122 cm). Es trägt meist ein gleichmäßiges, gewürfeltes, kariertes und gestreiftes Muster. Stoffe, Farben und Muster sind vielfältig. Meist besteht die Kufiya aus Baumwolle (arabisch Hatta), seltener aus Wolle oder Seide. Qualitativ hochwertige Kufiyas bestehen aus einem nahtlosen, schweren und reißfesten Stoff mit einem eingewebten Muster.
Die Kufiya kann und wird auf verschiedene Weise im Nahen Osten getragen. So können etwa die Ecken vorn oder hinten herunterhängen, zusammengebunden oder hochgeklappt sein. Farben und Tragweise verraten oft die regionale Herkunft des Trägers. In der arabischen Beduinenkultur setzte sich eine Tragweise durch, bei der die Kufiya das Gesicht umrahmt und über den Kopf gezogen, eine darauf gelegte schwere schwarze Kordel – der Aqal – verhindert das Hinunterrutschen des Tuchs. Insbesondere auf der arabischen Halbinsel in Ländern wie Saudi-Arabien, Kuwait, Katar und den Vereinigten Arabischen Emiraten ist diese Form verbreitet.
Bei Beduinen im Irak ist die traditionelle Kufiya meist rot und weiß, ebenso bei den Haschimiten in Jordanien. In den Golfstaaten Bahrain, Katar, Saudi-Arabien und Vereinigte Arabische Emirate ist sie oft nur weiß. Dort heißt die Variante aus leichtem Stoff Ghutra, die schwere Shamag. In Oman wird das Tuch zum Turban gewickelt. In den Emiraten wird darunter eine Mütze getragen. In Palästina wird das Tuch oft nach Jassir Arafats Vorbild zu einem Dreieck gefaltet und die Falte mitten über der Stirn platziert. Dies soll die Umrisse der Region Palästina andeuten.
In Palästina, Jordanien und Libanon trägt die Kufiya meist ein schwarzweißes Schachbrettmuster mit Knoten oder Quasten am Rand. Diese Form wurde früher in den Palästinensergebieten hergestellt, bis Massenware aus China den Markt beherrschte. Der letzte verbliebene Produzent im Westjordanland ist die Firma Hirbawi Textiles in Hebron.

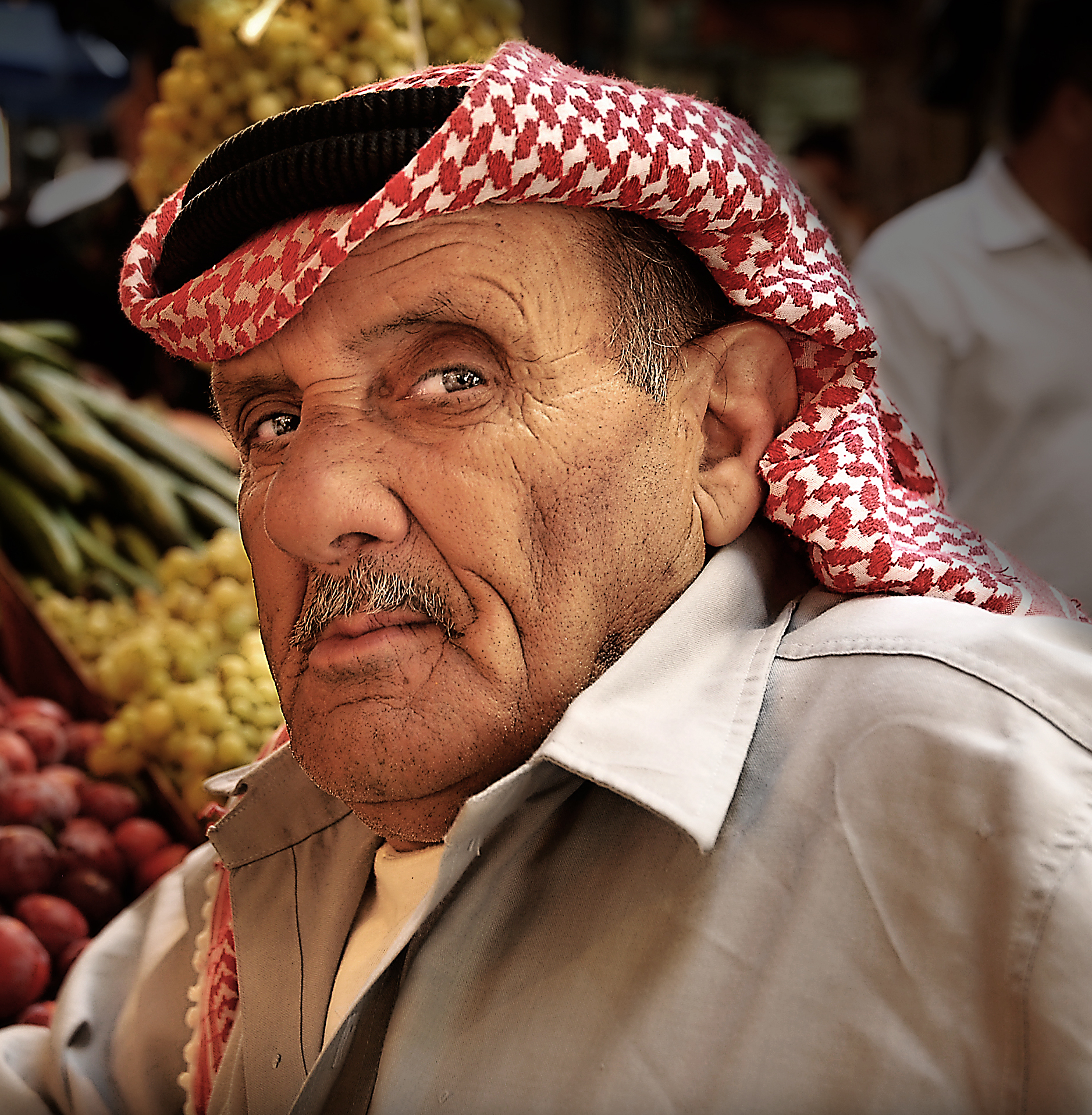
Jordanier in Amman mit hochgeschlagener Kufiya.
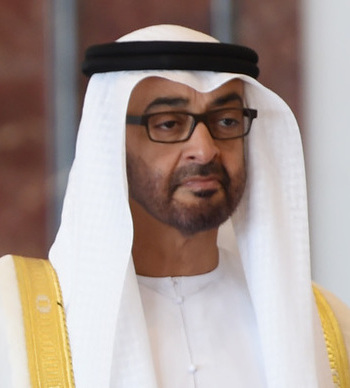
Muhammad bin Zayid al-Nahyan, Präsident der Vereinigten Arabischen Emirate, mit weißer Kufiya.
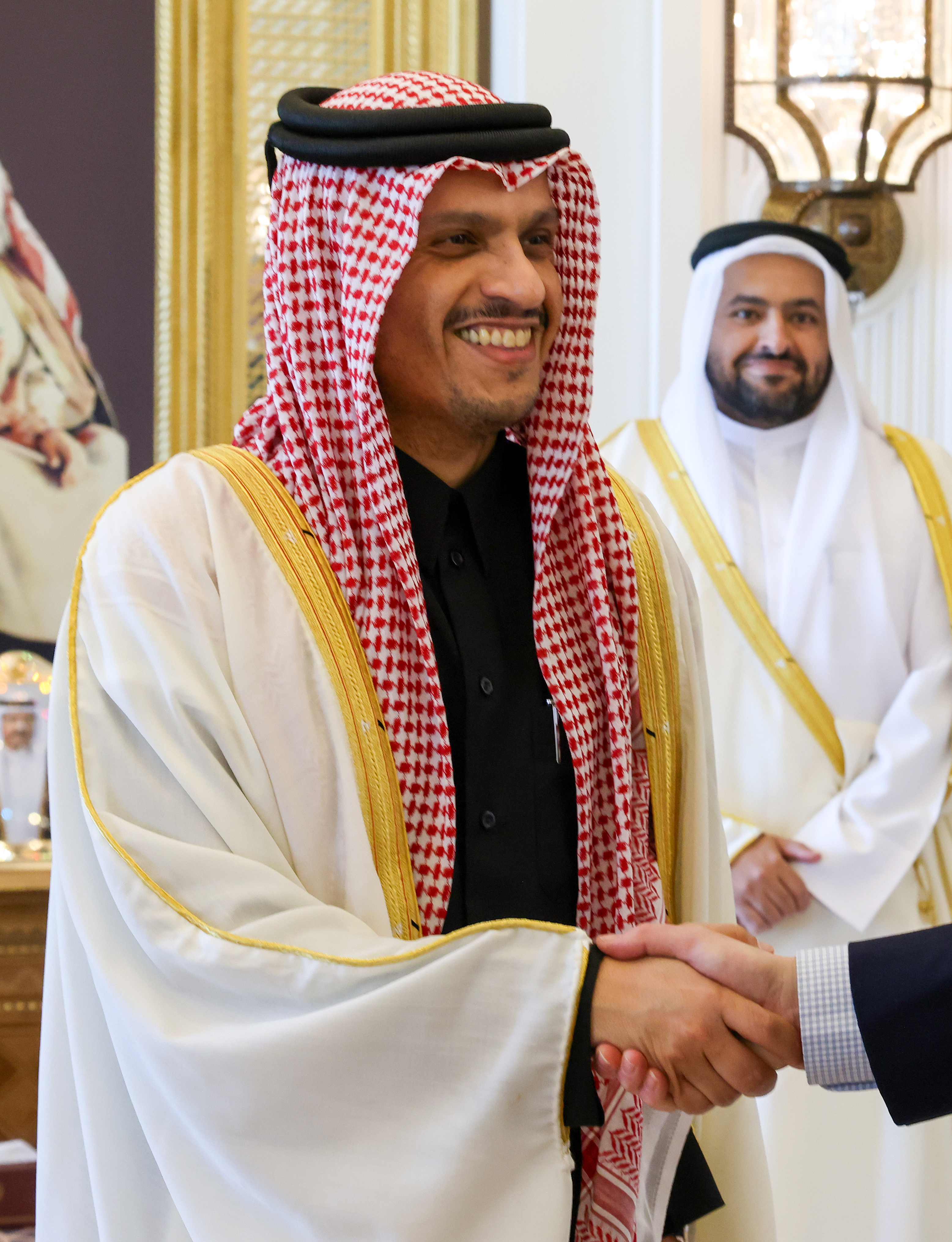
Mohammed bin Abdulrahman Al Thani, seit 2023 Premierminister von Katar, mit Kufiya bei einem Staatsempfang.
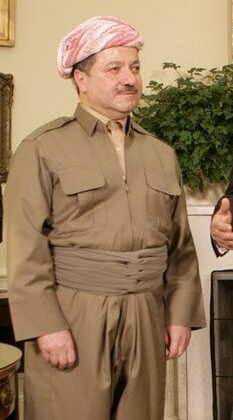
Turban-Kufiya bei Masud Barzani, von 2005 bis 2017 Präsident der irakischen Autonomen Region Kurdistan.
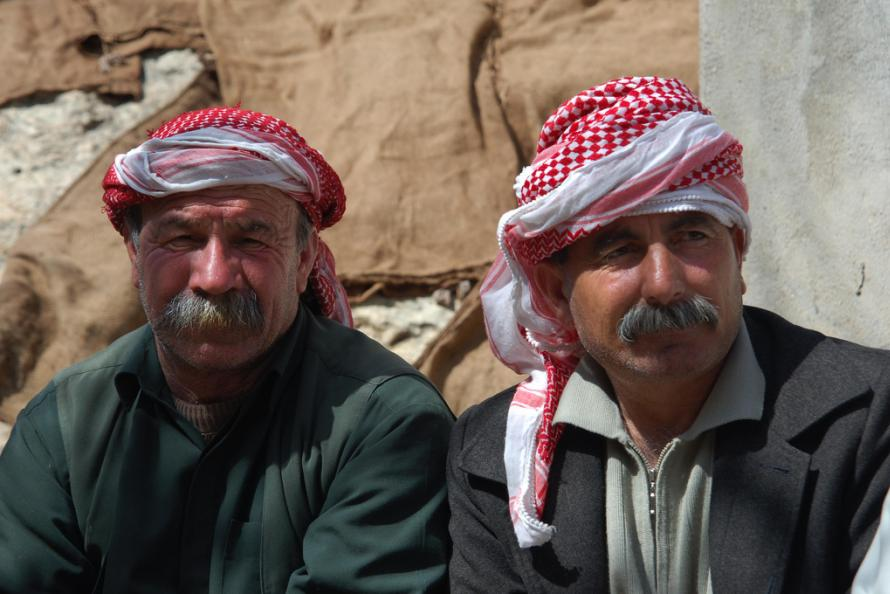
Angehörige der religiösen Bewegung der Jesiden mit Kufiyat (wohl im Irak).
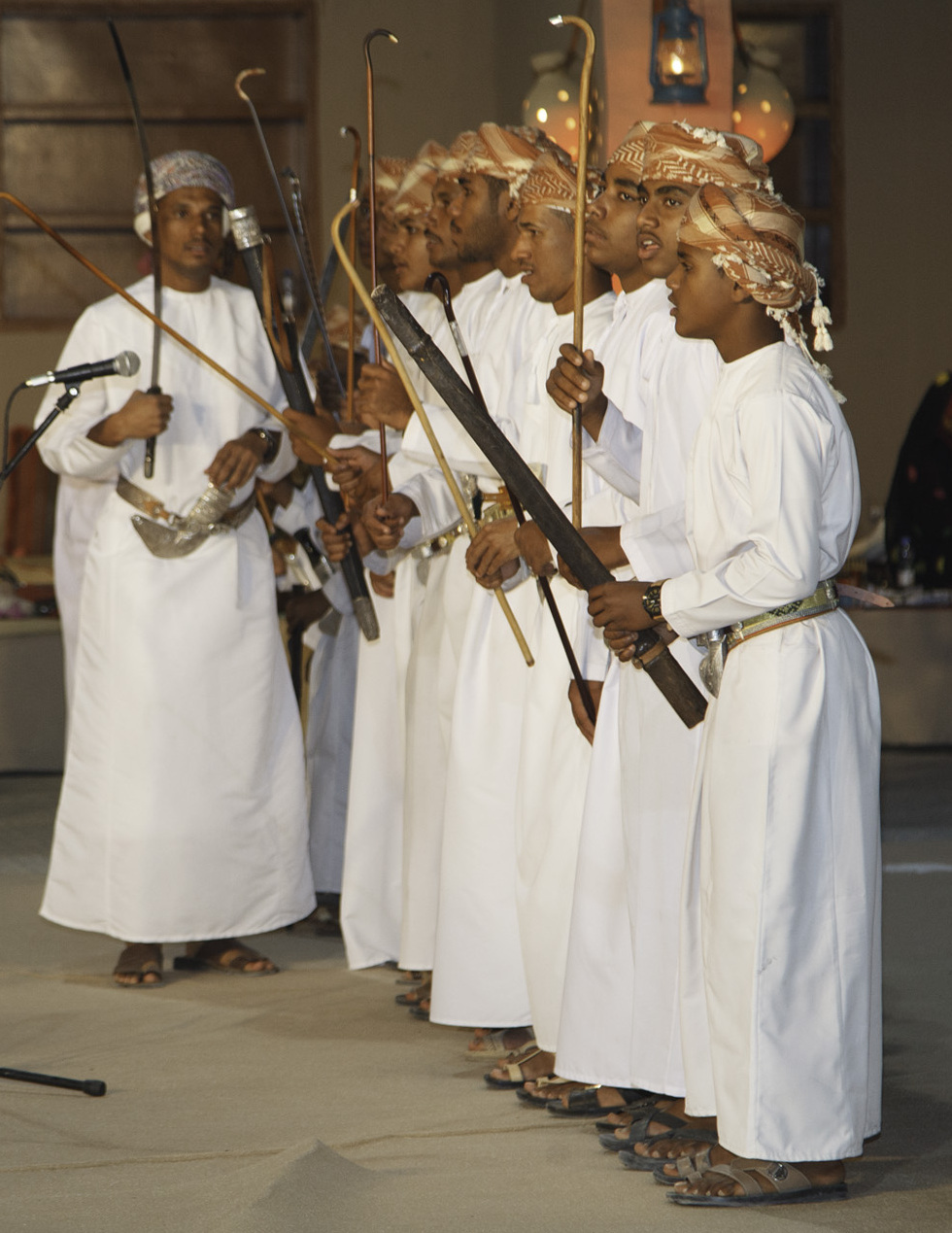
Omanische Tänzer mit zum Turban gebundenen Kufiyat.

## Geschichte

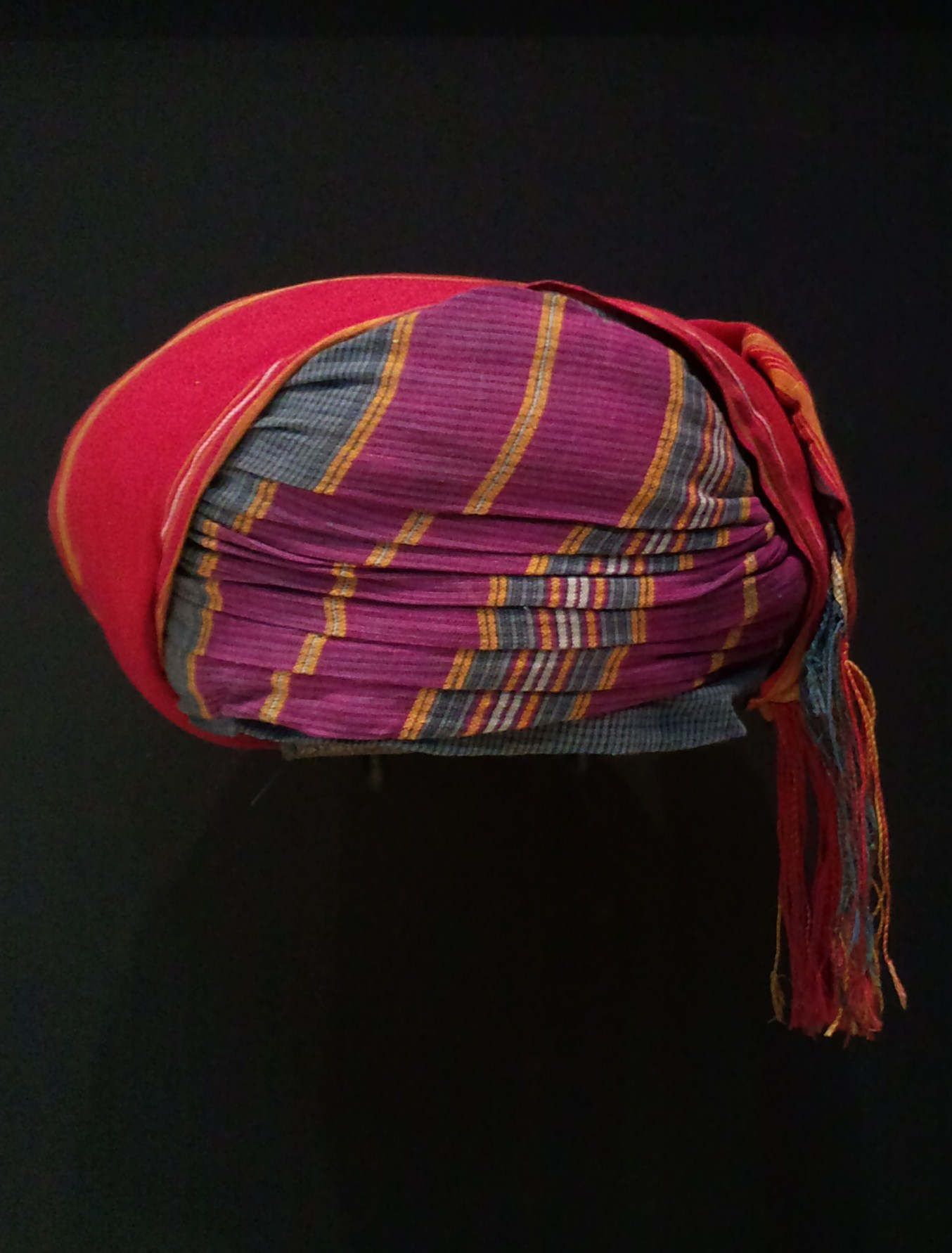
Kufiya als königlicher Turban in Oman (ausgestellt in Amsterdam 2009)

Die Kufiya hatte ursprünglich keine spezifisch religiöse, ethnische oder politische Bedeutung. Ein Tuch als Kopfbedeckung war bei Männern im Orient seit dem Altertum üblich, als praktischer Schutz gegen die Sonne und als Zeichen des Respekts vor anderen. Laut der Hebräischen Bibel (Ez 23,14f. ) trugen junge männliche Chaldäer als Pferdereiter in Babylonien im 6. Jahrhundert v. Chr. ein gebundenes, am Rücken herabhängendes, eventuell rot gefärbtes Kopftuch. Der Sprachforscher William Smith vermutete um 1870, dass die Keffiyeh der Beduinen in Mesopotamien auf diese babylonische Tracht zurückgeht. Damals war die quadratische, diagonal gefaltete Kufiya aus Baumwollstoff mit Stirnband bei den Beduinen längst etabliert.
Nach manchen Forschern stammt die Kufiya oder Guthra vom Gebetsschal Tallit ab. Diesen tragen gläubige Juden jedoch nur zum Beten und Rezitieren von Tora-Geboten und immer ohne Stirnband. Nach einem Hadith trug der Prophet Mohammed bei seinem letzten öffentlichen Auftritt vor seinem Tod (632) einen Wickel um den Kopf, festgehalten durch ein schwarzes Band. Doch erst viel später wurde die säkulare Kufiya im Islam zeitweise zum Ausweis eines moralischen Lebensstils stilisiert.
Im Osmanischen Reich trugen Beduinen und Fellachen auf dem Land meist eine weiße Baumwollkufiya über einer Kappe. Ältere Männer wickelten sie zu einem Turban. In den Städten markierte sie einen niedrigen Sozialstatus des Trägers. Dagegen trugen die Efendis der Mittel- und Oberschicht üblicherweise einen rotbraunen Fes. Bis 1830 verordnete die Regierung diesen als ausschließliche Kopfbedeckung türkischer Männer und verbot den im Islam bis dahin üblichen Turban. Im Ersten Weltkrieg starteten arabische Nationalisten in Damaskus eine Kampagne, dass Araber die Kufiya tragen sollten, um sich von den Fes tragenden Türken zu unterscheiden. Die Kämpfer der Arabischen Revolte (1916–1918) trugen die Kufiya als Teil ihrer Uniform. Auch der britische Agent T. E. Lawrence, der die Revolte mit anführte, trug dabei die Kufiya. Der Film Lawrence von Arabien (1962) popularisierte die Kufiya als Symbol heroischer Kämpfer im Westen.
In Palästina stand die Kufiya weiterhin für Unbildung und Rückständigkeit; junge, gebildete Männer bevorzugten den Turban oder blieben barhäuptig. Ab 1936, im Arabischen Aufstand gegen die Mandatsmacht Großbritannien, trugen die als Guerilla kämpfenden Bauern der Hochebenen die Kufiya, um sich zu vermummen und britischen Spitzeln zu entkommen. Als die Briten vermehrt Kufiyaträger festnahmen, befahlen die Anführer des Aufstands im August 1938 allen Arabern in Palästina, in den Städten die Kufiya mit der Agal-Kordel zu tragen. So sollten sie sich mit den kämpfenden Bauern solidarisieren und ihnen das Untertauchen erleichtern. Auch wohlhabende Araber und Großgrundbesitzer mussten die Kufiya tragen, um das Machtgefälle zu den Bauern umzukehren. Die Anführer verordneten den städtischen Efendis jene Kopfbedeckung, die Merkmal der ländlichen unteren Klassen war. So propagierten sie die Kufiya als Symbol der klassenübergreifenden nationalen Einheit.
Der Mufti Mohammed Amin al-Husseini, Hauptinitiator des Aufstands und seit 1933 enger Verbündeter des NS-Regimes, setzte die Kleiderordnung mit seinen auf 10.000 Mitglieder geschätzten Truppen rigoros durch. Männern, die das Tragen der Kufiya verweigerten, drohte die Todesstrafe. Zudem erpressten seine Truppen von wohlhabenden Arabern Lebensmittel, Geldspenden und Waffen für den Aufstand. Gemäßigte Araber, die mit dem Jischuw Kompromisse suchten, ließ der Mufti als Helfer der Juden hinrichten. Bis 1939 wurden mehr als 2000 Gegner des Mufti ermordet.

## Die Kufiya als palästinensisches Nationalsymbol

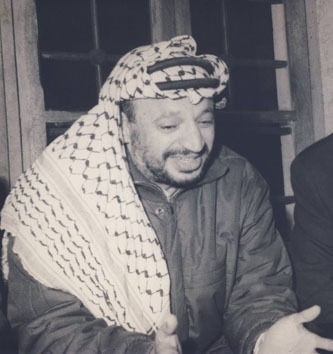
Palästinensischer PLO-Führer Yassir Arafat mit Kufiya, 1974.

Im Zuge des Nahostkonfliktes hat sich die Kufiya zu einem Symbol für die Palästinenser entwickelt, so dass es im deutschsprachigen Raum vielfach als „Palästinensertuch“ bekannt wurde.
Anfang des 20. Jahrhunderts war die Kufiya in Palästina wie in anderen arabischen Ländern eine traditionelle und verbreitete Kopfbedeckung, die vor allem im ländlichen Bereich häufig getragen wurde. Während des von Großmufti Mohammed Amin al-Husseini in den Jahren 1936 bis 1939 geführten arabischen Aufstandes gegen die Mandatsmacht Großbritannien, die im Auftrag des Völkerbundes Palästina verwaltete, wurde die Kufiya jedoch erstmals politisch behaftet. Vertreter der arabischen Oberschicht wurden von Husseinis Leuten gezwungen, anstelle des traditionellen osmanischen Fes, eine Kopfbedeckung der türkischen Besatzer und Großgrundbesitzer, die Kufiya als Zeichen der Verbundenheit mit den arabischen Fellachen zu tragen.
Die heutige Bekanntheit und Bezeichnung als Palästinensertuch erlangte die Kufiya seit Ende der 1960er und in den 1970er Jahren durch den Anführer der Fatah, Yassir Arafat. Die schwarz-weiße Kufiya ist Arafats Markenzeichen geworden, mit der er öffentlich auftrat und das Tuch dadurch weltweit bekannt machte. Daher stammt auch die deutschsprachige Bezeichnung Arafat-Schal. Arafat hat die Kufiya auf seine eigene Weise über die rechte Schulter in Form eines Dreiecks gefaltet getragen, sodass das Tuch an die Grenzen der Region Palästina (einschließlich des Staates Israel) erinnert. In den Palästinensergebieten ist die schwarz-weiße Variante der Kufiya typisch für die Fatah, während Sympathisanten der linken Organisationen wie der PFLP eher rote Kufiyas bevorzugten. Diese farbliche Zuordnung soll jedoch nicht überbewertet werden und ist in Palästina nicht allgemein anerkannt.

## Militärischer Gebrauch

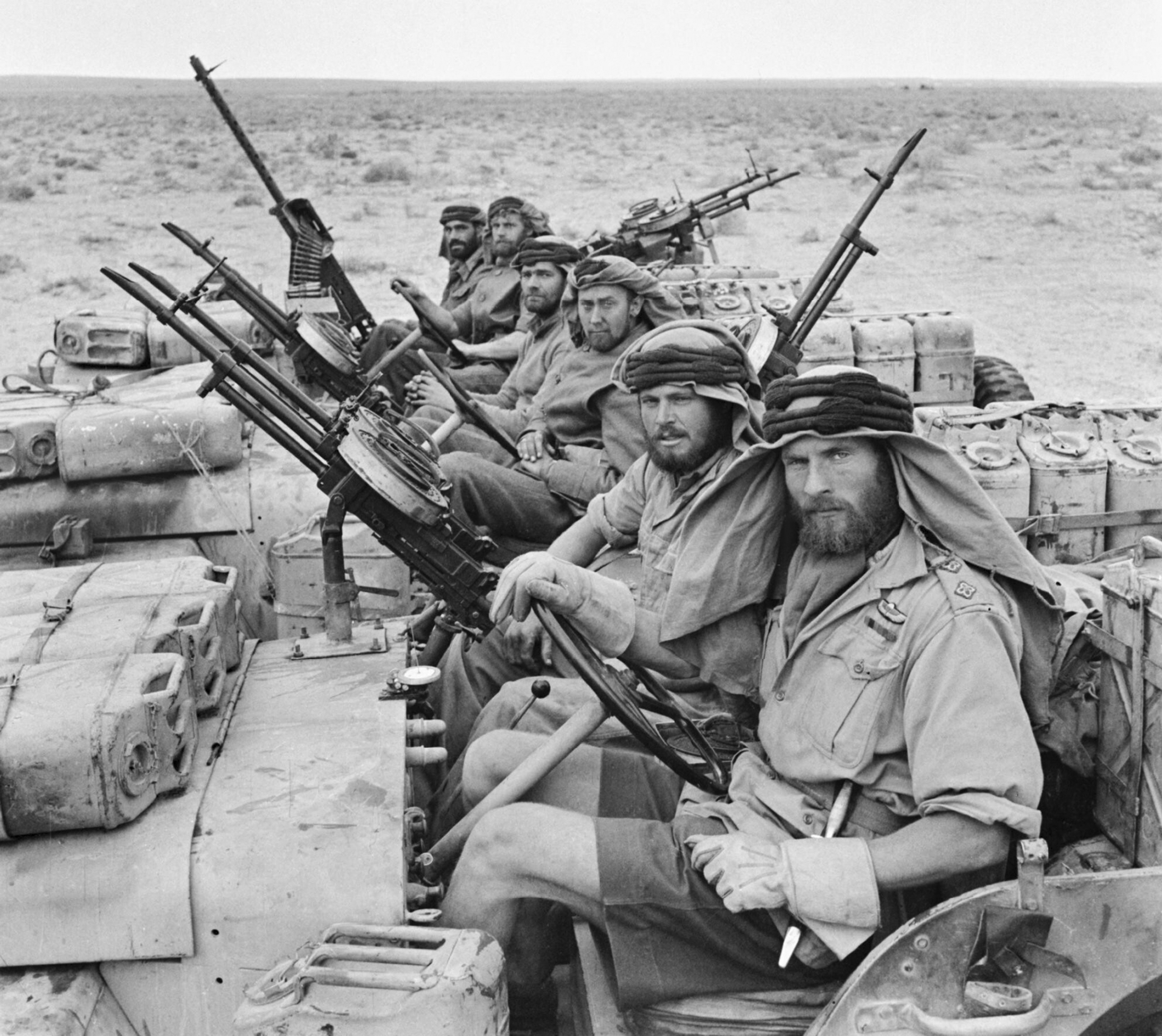
Special Air Service in Nordafrika, 1943

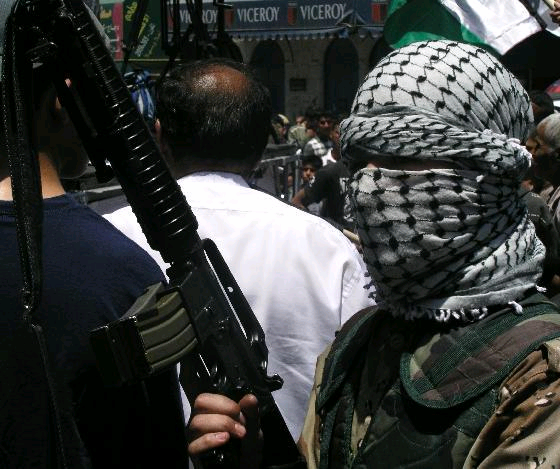
Militanter Palästinenser mit Sturmgewehr, 2009

Während des Zweiten Weltkrieges übernahmen im Nahen Osten und arabischen Nordafrika eingesetzte Soldaten, wie bei der Long Range Desert Group der britischen Armee, den Shemag aufgrund seines Tragekomforts oft in ihre Ausrüstung, ohne dass er Teil der offiziellen Uniform wurde. Ähnliche Entwicklungen gibt es in den letzten Jahren bei anderen westlichen Armeen bei Einsätzen in Regionen, in denen die Kufiya üblich ist, beispielsweise bei der US-Armee und der Bundeswehr in Afghanistan. Zur optischen Tarnung verwenden die Soldaten in der Regel, passend zur Uniformfarbe, Tücher in Olivgrün oder Khaki mit schwarzem Muster.

## Die Kufiya außerhalb des Nahen Ostens

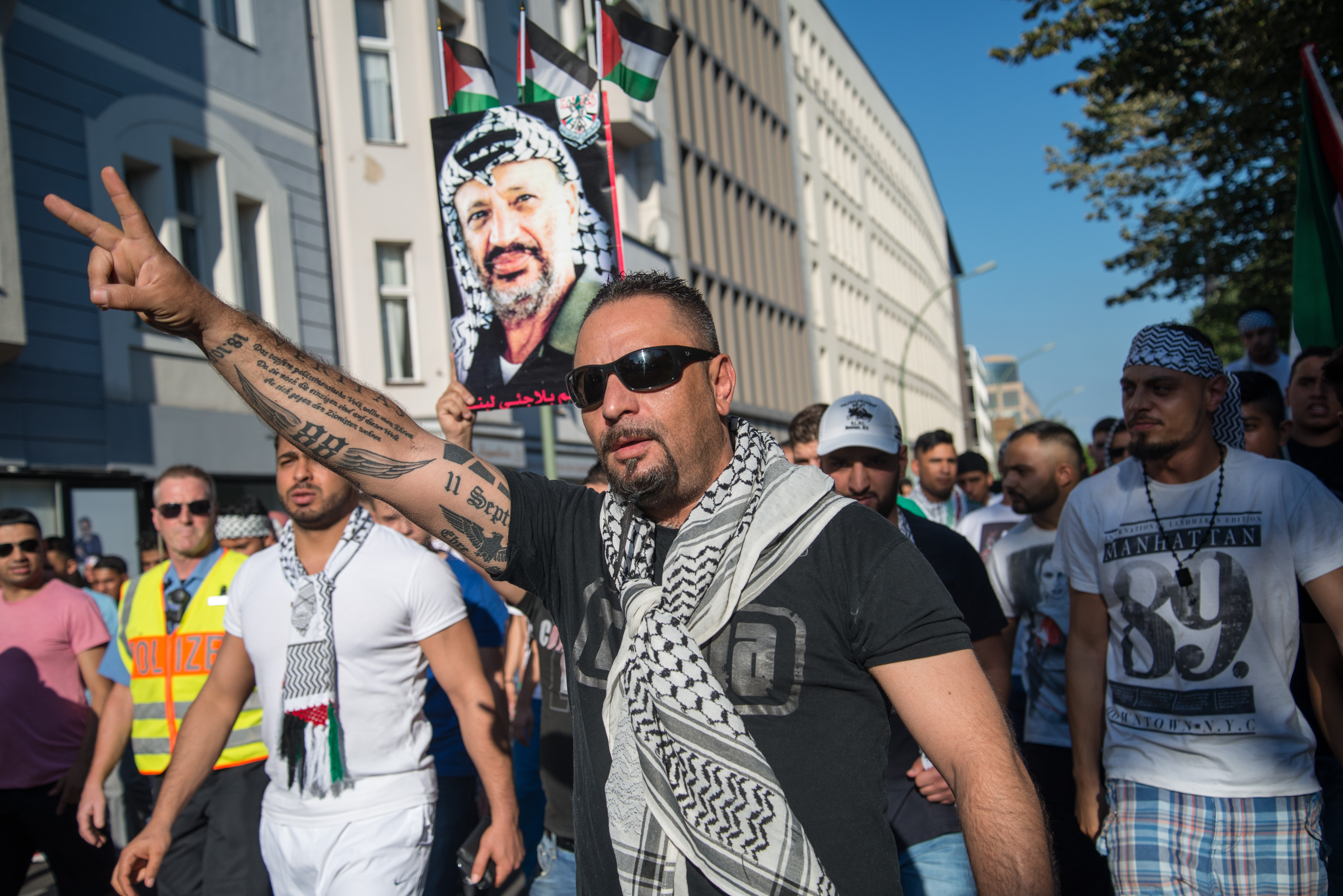
Antisemitischer Demonstrant mit Kufiya; auf seinem Unterarm ist als Nazi-Zahlencode für den Hitlergruß die Zahl achtundachtzig tätowiert; Berlin 2014

Seit den Tagen des außerparlamentarisch organisierten Studentenprotests der 68er Jahre ist in der linken Jugend- und Subkultur das „Palituch“ als Zeichen der Solidarität mit der PLO ein beliebtes Zeichen zum Ausdruck der persönlichen Zugehörigkeit insbesondere zur antiimperialistischen Strömung innerhalb des politisch linken Lagers und der alternativen Szene. Es wird dort als Zeichen des Widerstands gegen Repression und als Symbol persönlicher Freiheit verstanden. Auch von Hippies wird es in diesem Sinne getragen.
In den Vereinigten Staaten kam die Kufiya Ende der 1980er auf, zur Zeit der Ersten Intifada, und erlebte nach der Jahrtausendwende einen weiteren Popularitätsschub. Zudem kamen Kufiyas mit jüdischen Symbolen auf den Markt, die auch von zionistischen Aktivisten getragen werden.
Abseits seiner politischen Bedeutung wird das Palästinensertuch in Deutschland und Österreich in der Jugendkultur (zum Beispiel Krocha) auch gerne als Modeaccessoire ohne unmittelbar politischen Symbolgehalt besonders von jungen Menschen verwendet; die Kufiya hat somit auch Einzug in die unpolitische Jugend- und Popkultur erhalten.
Insbesondere die politische Strömung der Antideutschen und Teile der antinationalen Linken kritisieren das Tragen der Kufiya als Symbol des Kampfes und Terrorismus gegen Israel.
In Deutschland wird die Kufiya seit Ende der 1990er Jahre zunehmend auch von Rechtsextremisten und Neonazis (siehe zum Beispiel die Freien Kameradschaften) getragen. Dies geschieht im Rahmen des Verwendens linker Symbole, das seit den späten 1990er Jahren häufig in der rechtsextremen Szene zu beobachten ist, um sich als sozialistisch oder revolutionär darzustellen.
Nach dem Terrorangriff der Hamas auf Israel 2023 wurde die Kufiya bei propalästinensischen und bei antiisraelischen Protesten getragen. Ein Verbot an Berliner Schulen wurde kontrovers diskutiert.